# Calosoma calidum
Calosoma calidum är en skalbaggsart som beskrevs av Fabricius. Calosoma calidum ingår i släktet Calosoma och familjen jordlöpare. Inga underarter finns listade i Catalogue of Life.